# Сило
Сило́ (исп. Silo) (умер в 783) — король Астурии с 774 года.

## Биография

### Правление
Точное происхождение Сило неизвестно. После смерти в 774 году короля Аурелио Сило женился на Адосинде, дочери короля Альфонсо I, благодаря чему знать избрала его королём.
Существует предание, записанное в «Хронике Альбельды», что мать Сило была мусульманкой, однако подтверждения этого факта в других исторических источниках нет. Во всяком случае, во всё время своего царствования Сило, как и его предшественник, жил в мире с арабами и даже заключал с ними союзы против своих внутренних противников. Миру с арабами способствовало и то, что в 778 году король франков Карл Великий предпринял поход в Испанию, где достиг Сарагосы. Однако поход его успехом не увенчался, а на обратном пути баски уничтожили арьергард армии Карла в Ронсевальском ущелье.
К мирной политике Сило вынуждали и внутренние проблемы в Астурии. Восстала Галисия, пытавшаяся добиться независимости, в результате чего Сило пришлось подавлять мятеж. Ему удалось разбить восставших в битве при горе Купейро (около Луго).
Подавив восстание, Сило занялся реорганизацией управления королевством. Поскольку территория Астурии значительно расширилась, то Сило перенёс столицу из Кангас-де-Ониса в Правиа.
В 780 году король Сило перенёс мощи святой Евлалии Меридской в город Овьедо.
Сило умер в 783 году в Правиа и был похоронен в здешней церкви Сан Хуан де Сантианес де Правиа. Вдова Сило, Адозинда, добилась избрания королём своего племянника Альфонсо II, однако трон узурпировал её единокровный брат Маурегато, незаконнорожденный сын короля Альфонсо I от рабыни. После этого Адозинда в ноябре 785 года удалилась в монастырь.

### Брак и дети
Жена: с 773 года — Адосинда (ум. после 785), дочь короля Астурии Альфонсо I.
Также у Сило был как минимум один сын, но его матерью не могла быть Адозинда (в 780 году этот сын был достаточно взрослым, чтобы основать монастырь). Возможно, что брак с Адозиндой был вторым, а сын родился от первого брака:
- Адельгастер (ум. после 17 января 780)